# Georg Graf von Arco

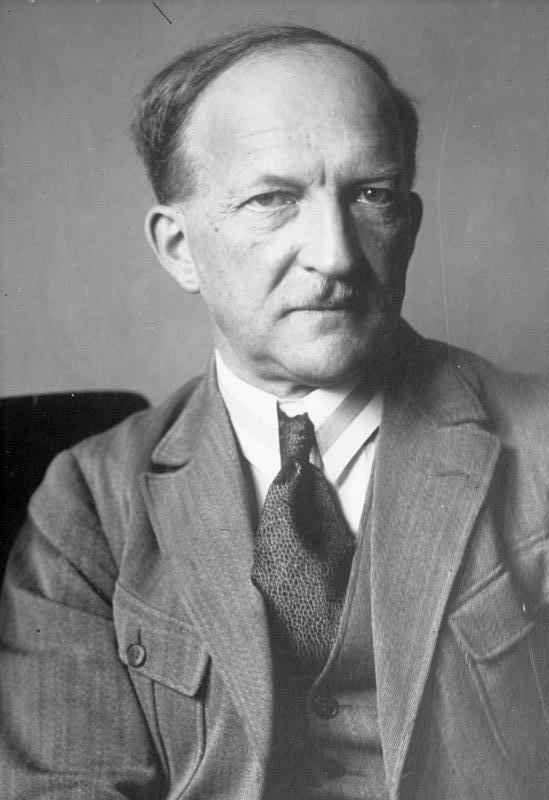
Georg Graf von Arco (1931)

Georg Wilhelm Alexander Hans Graf von Arco (* 30. August 1869 in Groß Gorschütz, Provinz Schlesien, Königreich Preußen; † 5. Mai 1940 in Berlin) war ein deutscher Physiker und Elektroingenieur.
Er war als Technischer Direktor einer von zwei Geschäftsführern im 1903 gegründeten Unternehmen Telefunken und dort bis 1931 für den wissenschaftlich-technischen Bereich zuständig. Georg von Arco wirkte federführend an der Entwicklung leistungsstarker Sendeanlagen mit und war gemeinsam mit seinem Lehrer Adolf Slaby maßgeblich an der Erforschung und Entwicklung der Hochfrequenztechnik in Deutschland beteiligt. Der Monist und Pazifist von Arco war 1921/1922 Vorsitzender des Deutschen Monistenbundes.

## Familie
Graf Georg von Arco kam als Sohn von Reichsgraf Alexander Karl von Arco (1834–1892) aus der schlesisch-preußischen Linie des Adelsgeschlechtes der Arco und Gertrud von Arco geb. Moßner (1841–1930)  auf dem familieneigenen Rittergut in Groß Gorschütz in Oberschlesien zur Welt. Walther von Moßner war sein Vetter. Am 21. Dezember 1917 heiratete er in Berlin Elsbeth Annemarie Schwandt (* 31. Mai 1883).

## Anfänge
Arco interessierte sich schon als Kind für Maschinen aller Art, studierte nach seinem Abitur auf dem Breslauer Maria-Magdalenen-Gymnasium (1889) aber dennoch nicht Ingenieurwissenschaften, sondern besuchte mathematische und physikalische Vorlesungen an der Friedrich-Wilhelms-Universität Berlin und schlug anschließend die Offizierslaufbahn ein. Für seinen Vater war es selbstverständlich, dass die männlichen Familienmitglieder entweder Landwirte oder Offiziere würden. Nach drei Jahren beim Militär änderte von Arco jedoch sein Leben, um von 1893 an der Technischen Hochschule (Berlin-)Charlottenburg Maschinenbau und Elektrotechnik zu studieren. Dort lernte er auch den als Professor lehrenden Adolf Slaby kennen. Slaby war der einzige Ausländer, der an Guglielmo Marconis Sendeversuchen am britischen Bristolkanal teilnehmen durfte.

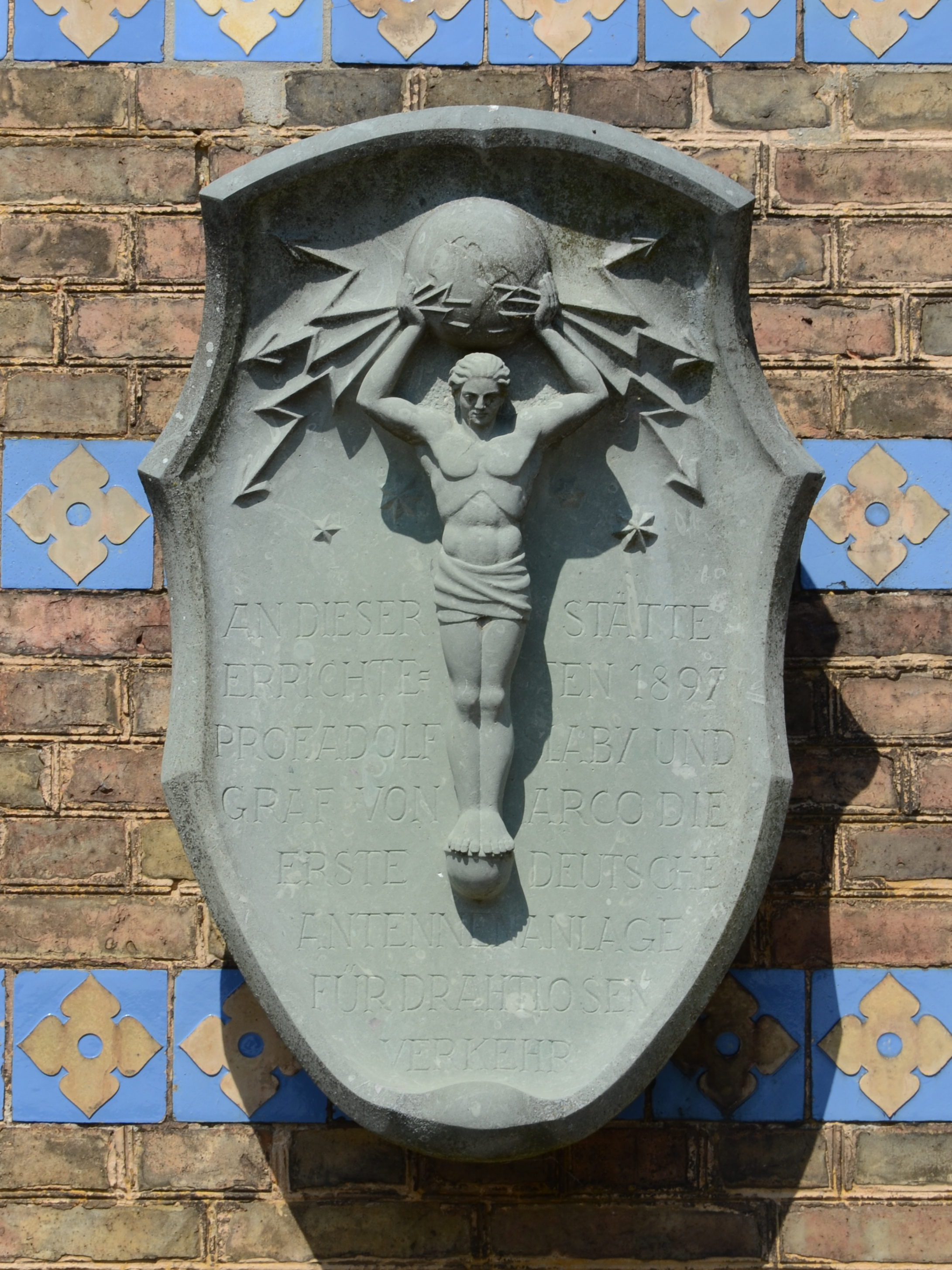
Atlasplatte am Campanile der Heilandskirche in Sacrow

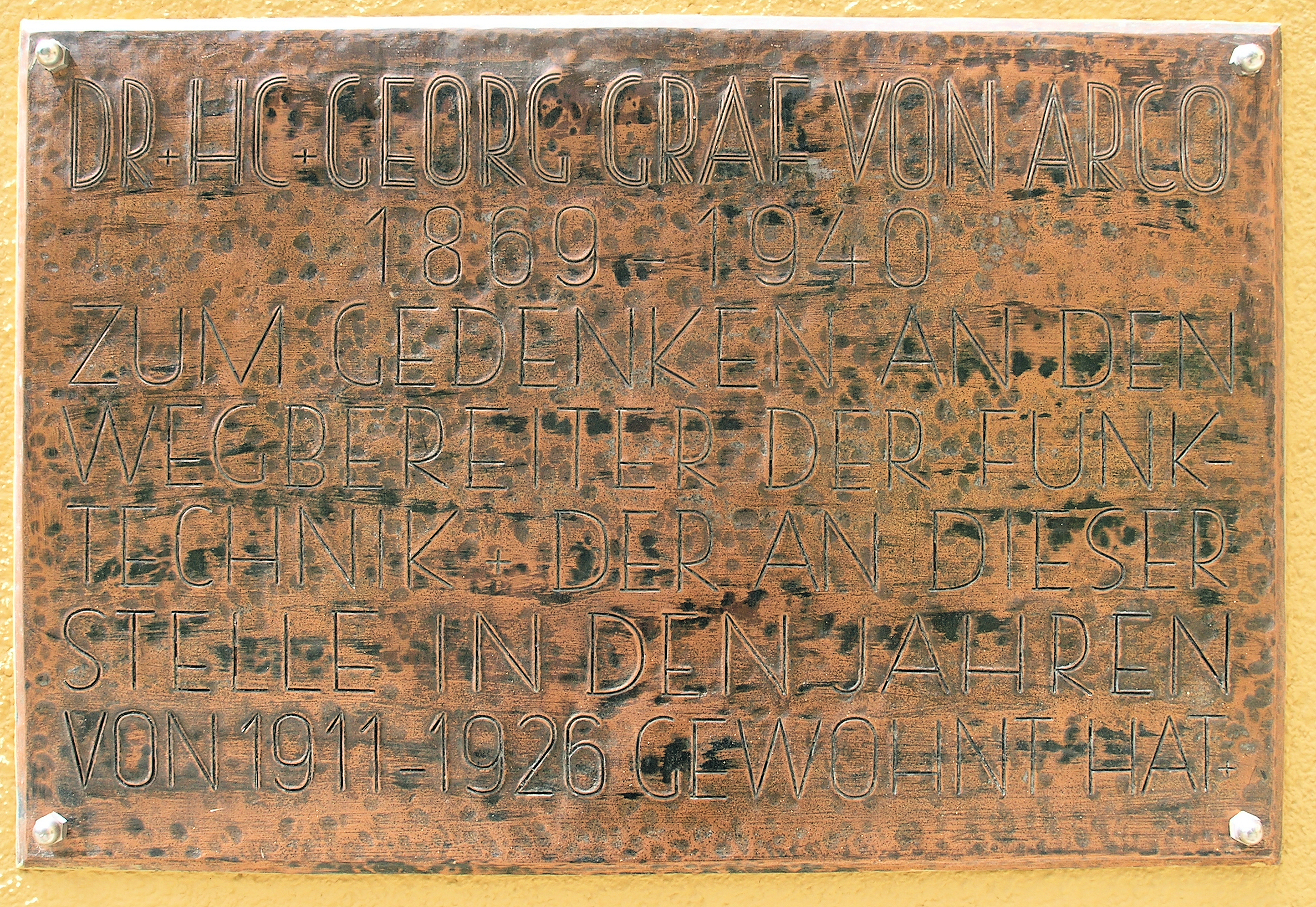
Gedenktafel am Haus Albrechtstraße 48–50 in Berlin-Tempelhof

Aufbauend auf diesen Versuchen diente Arco und Slaby im Sommer 1897 der Glockenturm der Heilandskirche am Port von Sacrow als Antenne, um Marconis Versuche zu verifizieren und zu verstehen. Hier wurde die erste deutsche Antennenanlage für drahtlose Telegraphie errichtet. Am 27. August gelang die Signalübertragung zur 1,6 Kilometer entfernten kaiserlichen Matrosenstation Kongsnæs am gegenüberliegenden Ufer des Jungfernsees, Schwanenallee 7 in Potsdam.
Eine 1928 von Hermann Hosaeus geschaffene Gedenktafel über der Eingangstür des Campanile weist auf diesen Versuch hin. Im Zentrum der Tafel, die aus grünem Dolomit gearbeitet ist, befindet sich Atlas mit der Weltkugel, umgeben von Blitzen und der Denkschrift: An dieser Stätte errichteten 1897 Prof. Adolf Slaby und Graf von Arco die erste Deutsche Antennenanlage für drahtlosen Verkehr.
Am 7. Oktober 1897 gelang eine erste Funkverbindung von Schöneberg nach Rangsdorf und bereits im folgenden Sommer konnte bis in das rund 60 Kilometer entfernte Jüterbog gesendet werden.

### AEG
Nach dem Ende seines Studiums ging von Arco 1898 als Ingenieur zum Kabelwerk Oberspree der AEG. Anfangs war er als Laboringenieur für die Prüfung verschiedener Kabeltypen zuständig, konnte jedoch durch fortwährenden Kontakt mit Slaby die drahtlose Telegraphie bei der AEG einführen und aufbauen.

## Telefunken
Patentstreitigkeiten zwischen Siemens & Halske und der AEG führten dazu, dass auf Geheiß von Kaiser Wilhelm II. als Gemeinschaftsunternehmen zu gleichen Teilen die Gesellschaft für drahtlose Telegraphie mbH, System Telefunken gegründet wurde. Die Telegrammadresse „Telefunken“ wurde schnell zum populären Namen des Unternehmens.
Arco konnte vor allem in der Anfangszeit der Sendetechnik die Leistung und somit die Reichweite der Sender beträchtlich erhöhen. Hierzu ging er auf den von Max Wien entwickelten Löschfunkensender über, der einen erheblich besseren Wirkungsgrad als die Knallfunkensender von Ferdinand Braun aufwies und zudem auf einem schmalen Frequenzband senden konnte.
Nachfolger von Graf Arco als Telefunken-Geschäftsführer wurde 1931 Emil Mayer (1885–1953), der wegen seines jüdischen Glaubens nach der Machtübernahme der Nationalsozialisten bereits Mitte 1933 aus Deutschland in die USA emigrieren musste.

### Großfunkstelle Nauen
Georg von Arcos größtes Verdienst bestand im Ausbau der bereits 1906 von Telefunken in Betrieb genommenen Großfunkstelle Nauen, womit er dem Unternehmen zu weltweiter Bekanntheit verhalf. 1909 ließ er die Großfunkstelle Nauen mit einem Löschfunkensender ausstatten, womit sie sich von einer Versuchsstation in eine Station mit regelmäßigem Funkverkehr wandelte. Nun konnte mit den deutschen Kolonien in Afrika und den Schiffen der Kaiserlichen Marine Kontakt aufgenommen werden. Zehn Jahre später (1918) hatte sich die Sendeleistung sogar verzehnfacht, was allerdings nur mit einer ganz neuen Sendertechnik funktionierte, dem 1912 eingeführten Hochfrequenz-Maschinensender mit magnetischem Frequenzwandler. Dieser erlaubte erstmals, kaum gedämpfte elektromagnetische Wellen mit hoher Leistung zu erzeugen. An dieser Entwicklung war von Arco ganz wesentlich beteiligt, auch regte er gleich nach Aufkommen der Elektronenröhren Experimente damit an.

## Philosophisch-weltanschauliche Aktivitäten

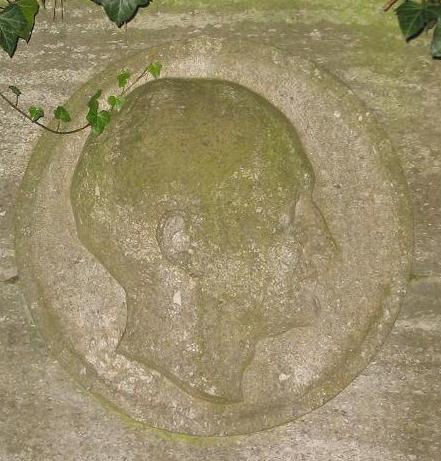
Relief am Grabstein

Während Adolf Slaby sich nebenher um die Hochschule bemühte, betrieb von Arco philosophische Aktivitäten. Er schloss sich der Monistenbewegung und dem Berliner Kreis für empirische Philosophie ebenso an wie der pazifistischen Bewegung zur Zeit des Ersten Weltkriegs, so als Gründungsmitglied und Vorsitzender des Bundes Neues Vaterland. Er gehörte dem Deutschen Monistenbund an, dessen Vorsitzender er 1921 bis 1922 war. 1923 war er Mitgründer der Gesellschaft der Freunde des neuen Rußland, wobei er seinen 60. Geburtstag in Moskau feierte, was für jemanden in seiner Position sehr ungewöhnlich war.
Arco war Beiratsmitglied in der Abraham-Lincoln-Stiftung, einer deutschen Zweigstiftung der Rockefeller Foundation.

## Erinnerung

### Grabstätte

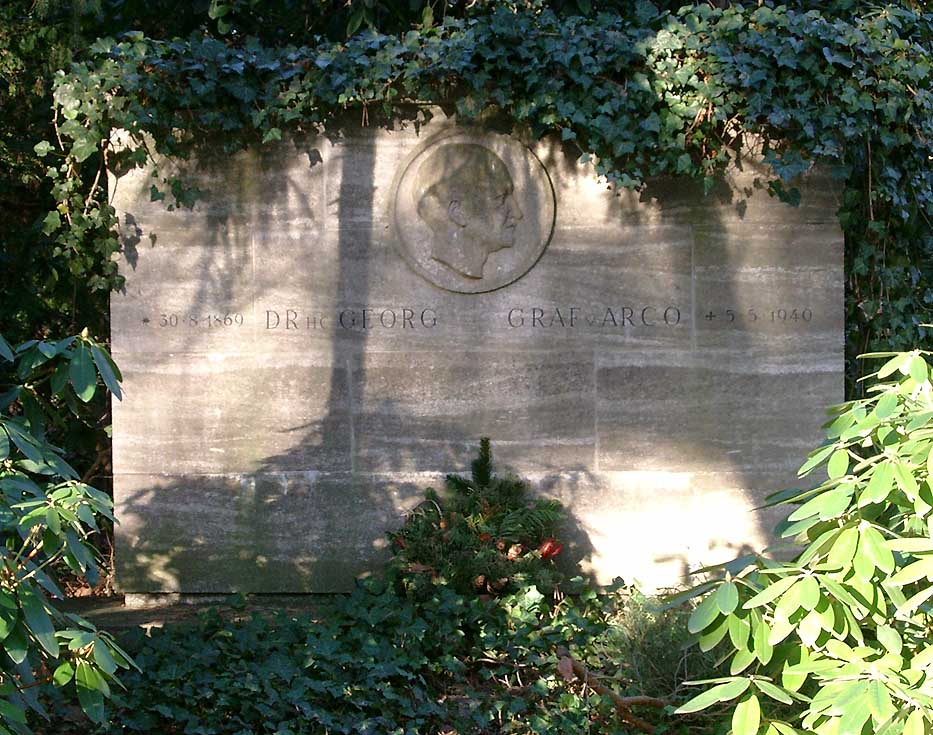
Grabstätte Georg Graf von Arco

Arco wurde auf dem Südwestkirchhof Stahnsdorf in einer Erbbegräbnisstätte im Block „Heilig Geist“, Gartenblock V, bestattet. Bis zur Entwidmung im Frühjahr 2011 war sein Grab ein Ehrengrab des Landes Berlin.

### Straßenbenennungen
Am Haus Albrechtstraße 49/50 in Berlin-Tempelhof brachte der Senat eine Gedenktafel an. In Berlin-Charlottenburg erinnert seit 1950 die Arcostraße, die ehemalige Havelstraße, an den Wegbereiter der Funktechnik. Zu seinem Gedenken wurde auch die Dreibundstraße in Waldblick (Blankenfelde-Mahlow) in Arcostraße umbenannt. Auch in Nauen existiert eine nach ihm benannte Straße.

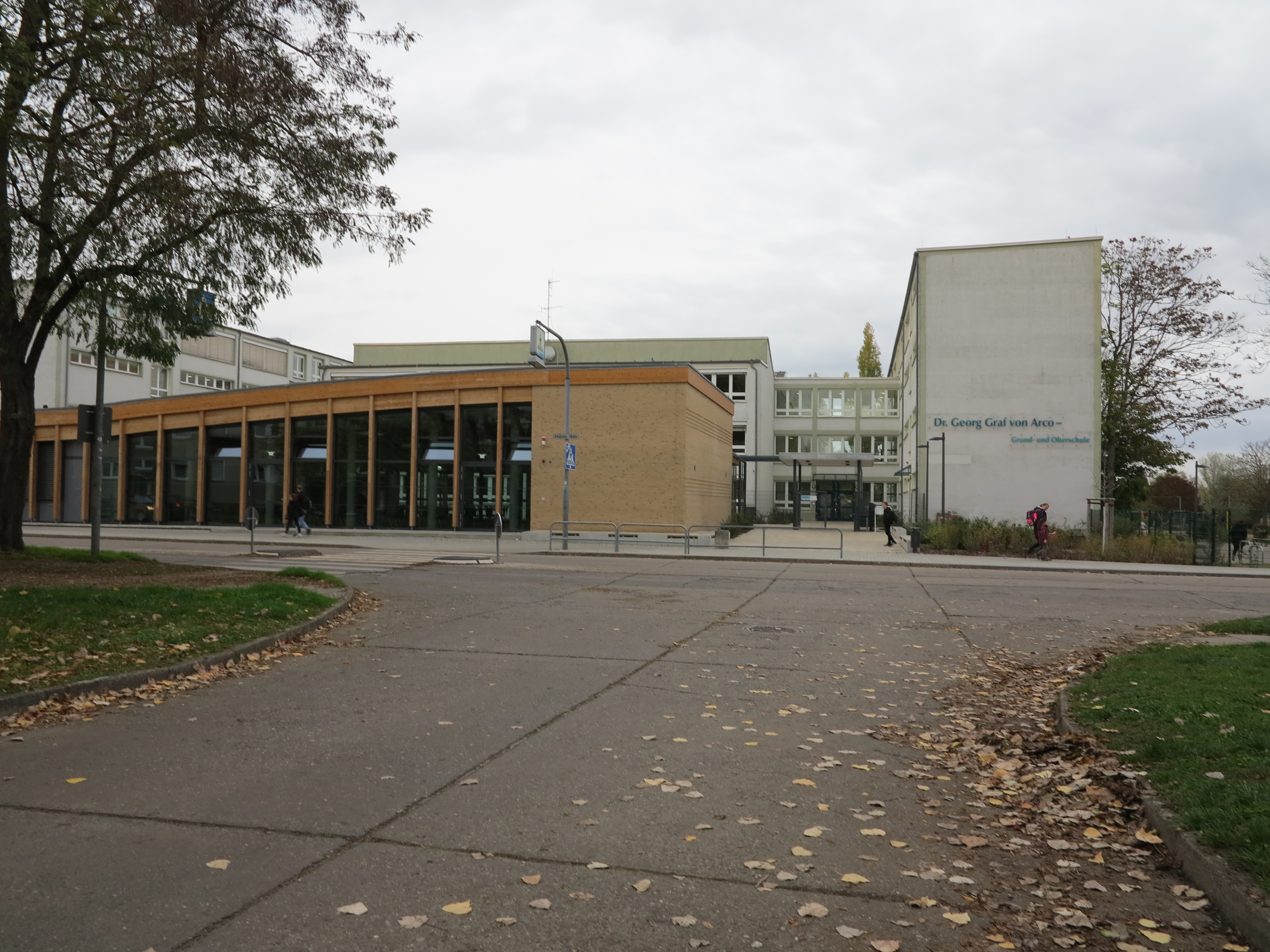
Dr. Georg Graf von Arco-Schule in Nauen

### Pflanzengattung
Auch eine Pflanzengattung Arcoa Urb. 1923 aus der Familie der Hülsenfrüchtler (Fabaceae) ist nach ihm benannt.